# Маестро дель Оссерванца
 Маестро дель Оссерванца (тобто майстер з Оссерванци перша половина XV ст.) — наново відкритий сієнський художник, котрого ідентифікують як Сано ді П'єтро.

## Історія вивчення

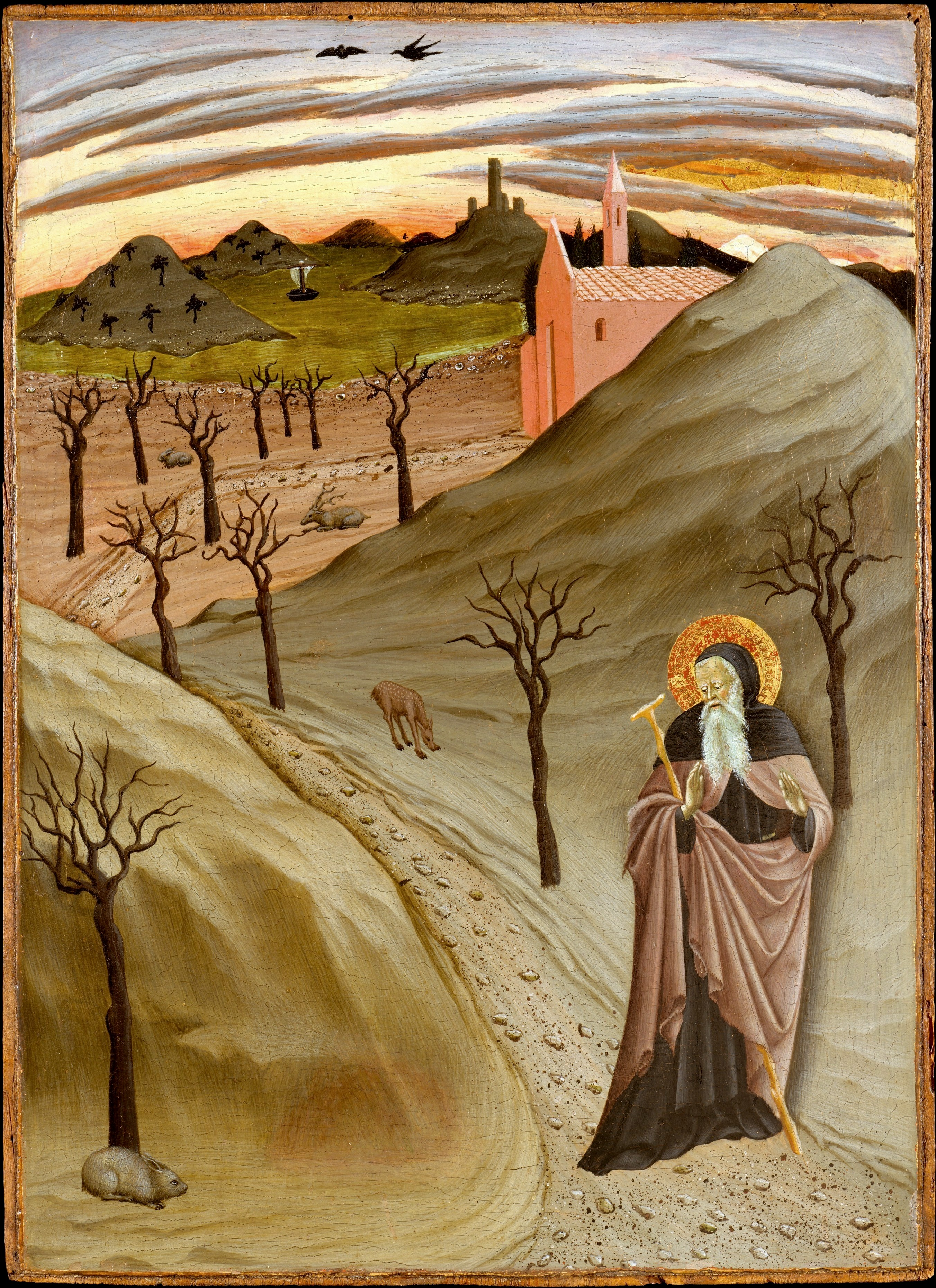
«Диявол спокушає Антонія Абата видінням золота на дорозі», бл. 1435 року, Музей мистецтва Метрополітен, Нью-Йорк

Італійський мистецтвозначець і колекціонер Роберто Лонгі, вивчаючи 1940 року творчий спадок сієнського художника Джованні ді Стефано, звернув увагу на декілька творів, виконаних іншим майстром, твори котрого відносили до руки Джованні ді Стефано (відмого як Сассета). Роберто Лонгі назвав його умовно Маестро дель Оссерванца. Підставами так називати художника дав старовинний триптих, знайдений у містечку Оссерванца неподалік Сієни.
Розшуки дали лише релігійний живопис. Цей  живопис ще за середньовічними настановами і візантійськими впливами на золотому тлі. Збережена і знаковість — знак святого покровителя, символічне відтворення будівель, християнські атрибути святих тощо. Водночас присутні вивільненість від візантійських канонів і низка деталей, бачених у реальному оточенні і перенесених у картинну площину (камінці на шляху, деталі італійських будинків, дерева у пейзажі, декілька обраних тварин, цілком впізнавальних).

## Розшуки науковців

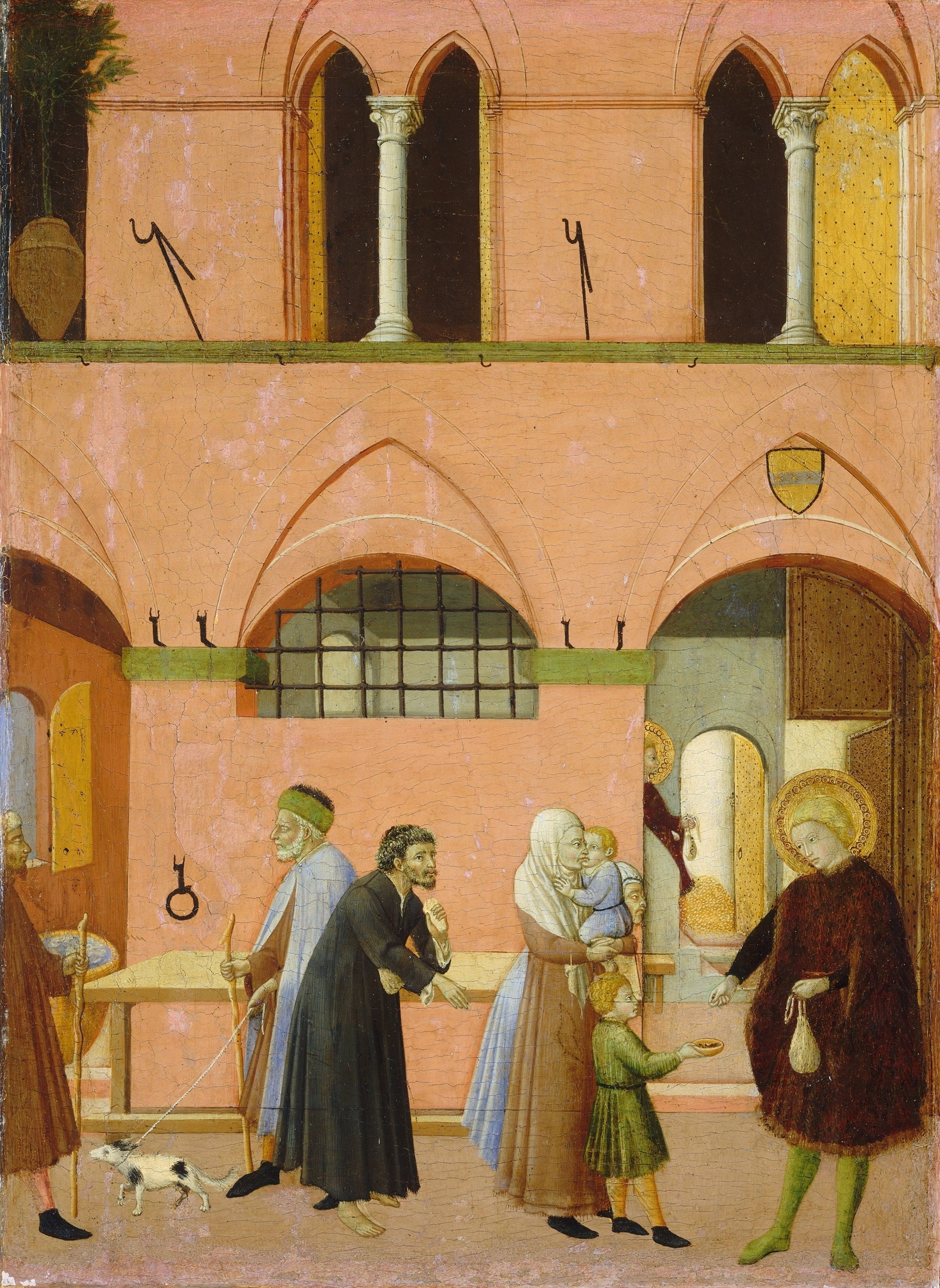
«Св. Антоній роздає власні багатства нужденним», бл. 1435 р., Національна галерея мистецтв, Вашингтон, США

Період (приблизно у 70 років) в XX столітті став періодом зацікавлених розшуків і нових творів художника, і окреслення списку його зберігшихся робіт, і спроб хоча би щось знайти з його біографії.
Бернард Бернсон відніс до творчості митця низку творів ще у 1932 році. До його думки приєднався Чезаре Бранді (1949). Обох підтримав 2003 року Міклош Бошковиц.
Альтернативою була думка Альберто Грациані (1948) та Джон Поуп-Хеннессі (1956), котрі вважали, що твори створив художник Віко де Лука. Альтернативні думки дозволяли глибше дослідити проблему і ясніше уявити творчі манери близьких за стилем майстрів. Віко де Лука, як і майстер дель Оссерванца, працював разом із Сасеттою.  
Кейт Кристиансен (1988) вперше пов'язав означене коло картин з іменем Сано ді П'єтро, про котрого було відомо зі збережених документів лише з 1444 року. Думка Кристиансен знайшла підтримку в роботі італійської дослідниці Марії Фальконе 2001 року, коли остання оприлюднила документ про створення вівтаря «Народження св. Марії» для церкви св. Агати у Ашиано. Виявилось, що тодішній священик церкви не погодився сплатити майстру за створений вівтар. Ймовірно,  була скарга майстра до уряду Сієни. Уряд звернувся до парафії Ареццо (церква св. Агати у Ашиано належала Ареццо) з вимогою сплатити виконану роботу сієнського художника. Вівтар вже відносили до творів маестро дель Оссерванца. В претензії уряду Сієни ім'я майстра названо як Сано ді П'єтро.

## Сано ді П'єтро
За розшуками у архівах Сано ді П'єтро народився у 1405 році помер 1481 року. Мав велику майстерню, де були і помічники і учні. Постала проблема відокремлення творів руки самого майстра від продукції майстерні, зазвичай дещо нижчої художньої якості. Відомо, що Сано ді П'єтро створював мініатюри у рукописних книгах, вівтарі і релігійні композиції, нарешті, фрески у церквах. Все це свідчить про майстерного і різнобічно підготовленого майстра з широким діапазоном художніх технік.

## Головні твори
- Багаточасний вівтар (поліптих), Больсена, церква Маджоре
- «Мадонна на троні зі святими», Бруклінський музей, Нью-Йорк
- Багаточасний вівтар (поліптих), Монтеріджоні
- «Проповідь св. Бернардино в Сієні на Кампо Санто»
- «Вівтар Сан Джакомо», Собор П'єнци

## Обрані твори, галерея

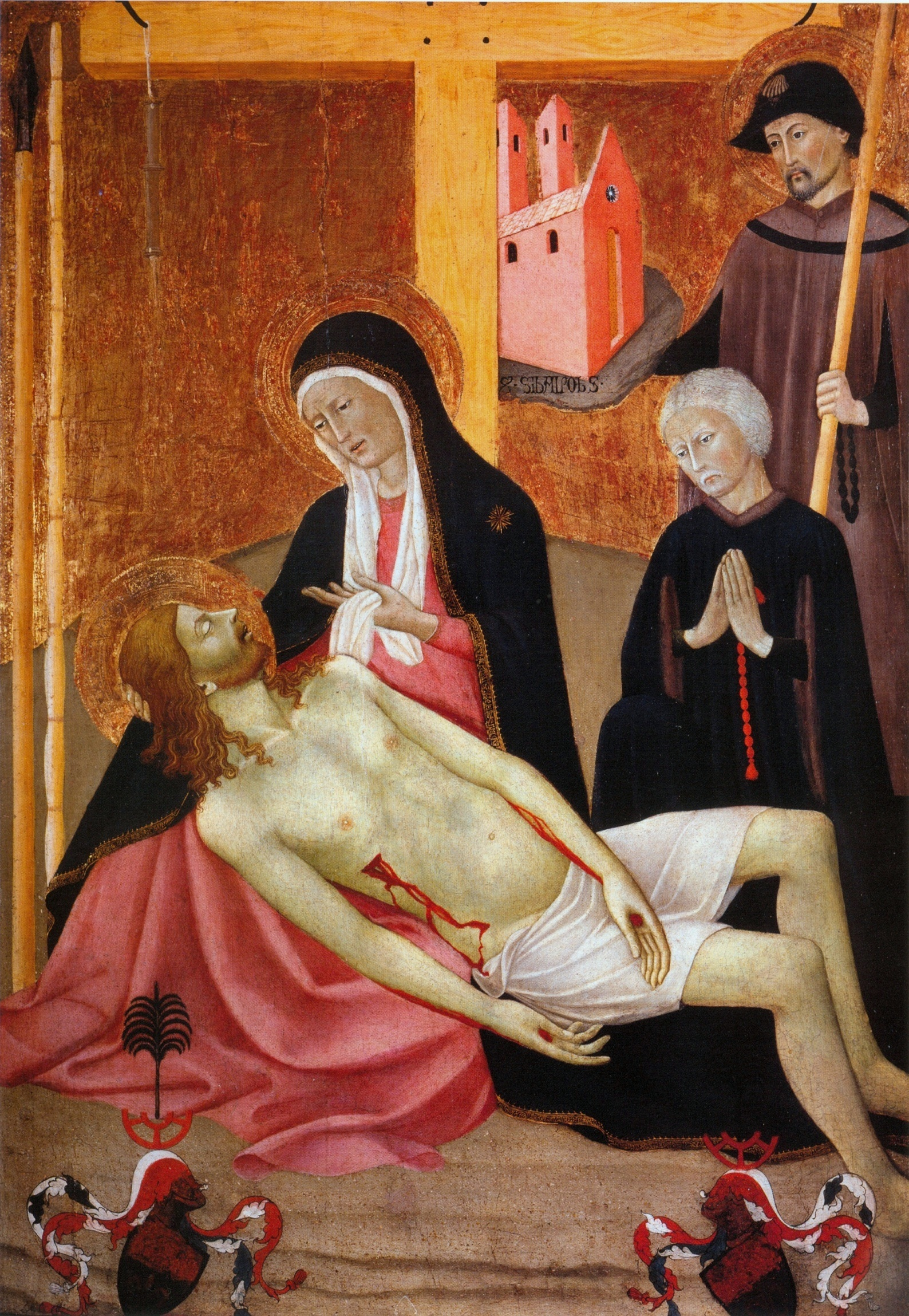
Оплакування Христа з донатором Петером Волькаммером та св. Зебальдом, бл. 1432 р., Фонд банка Монте деї Паскі, Сієна.

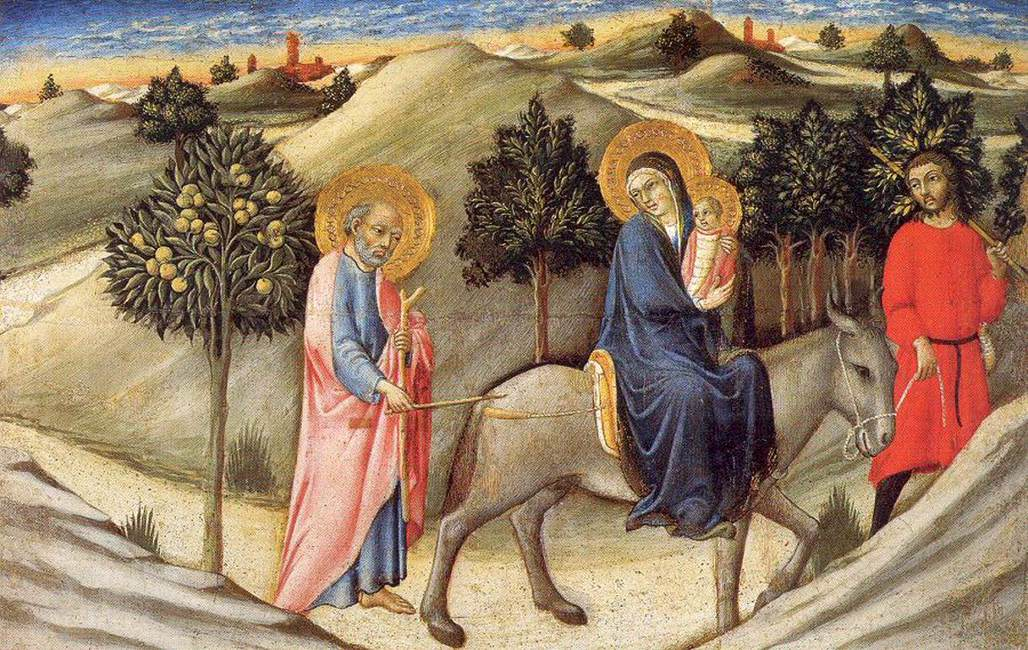
«Втеча св. Родини у Єгипет», Пінакотека Ватикана, Рим.
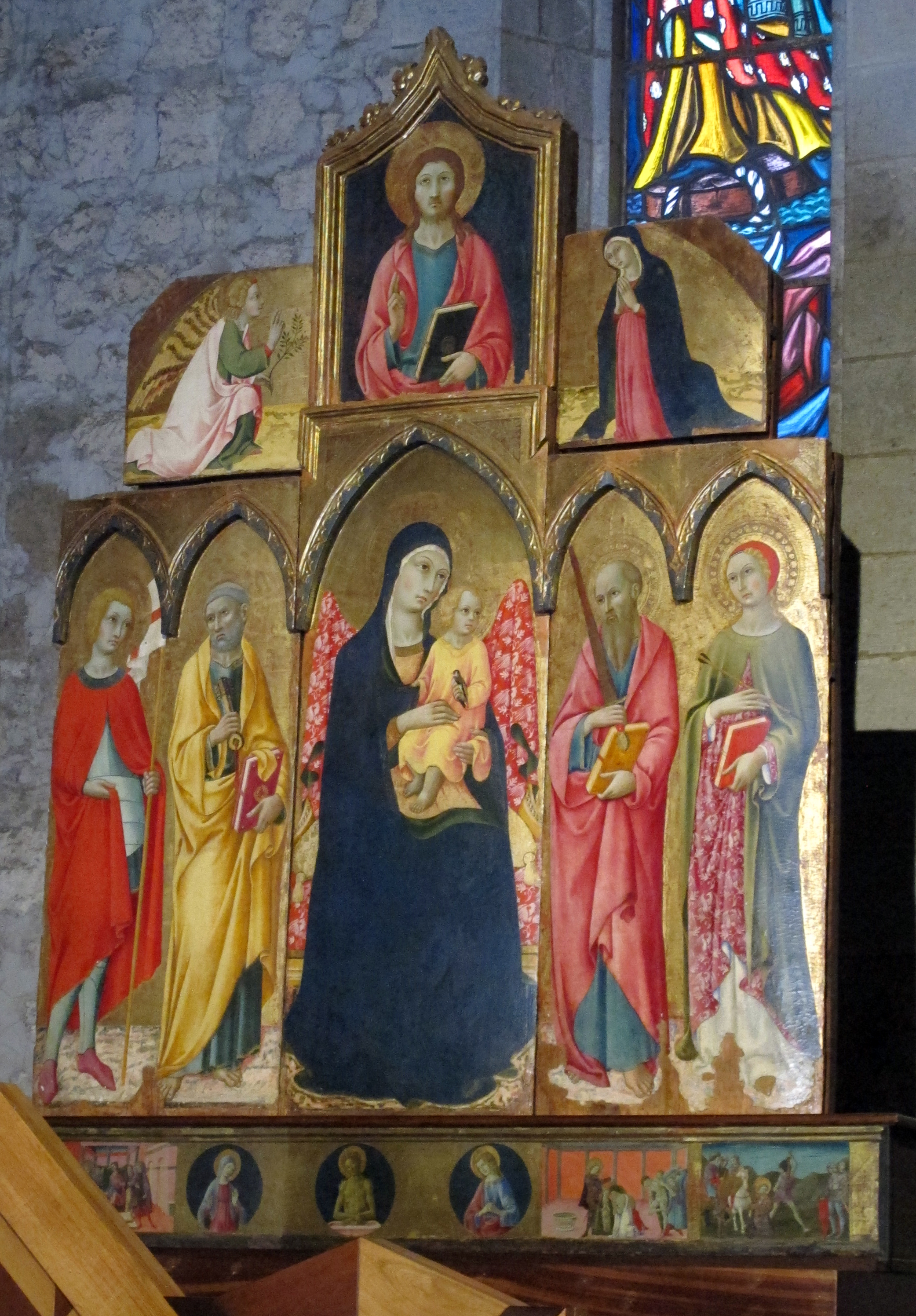
Багаточасний вівтар (поліптих), Больсена, церква Маджоре
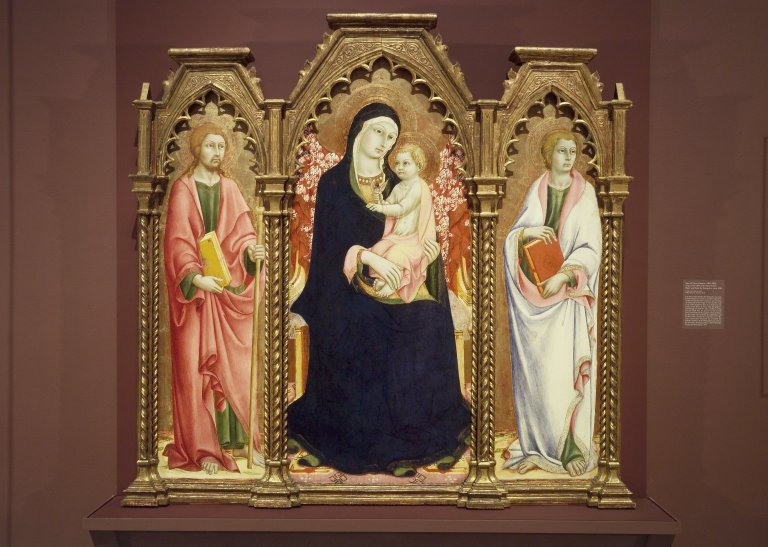
«Мадонна на троні зі святими», Бруклінський музей, Нью-Йорк
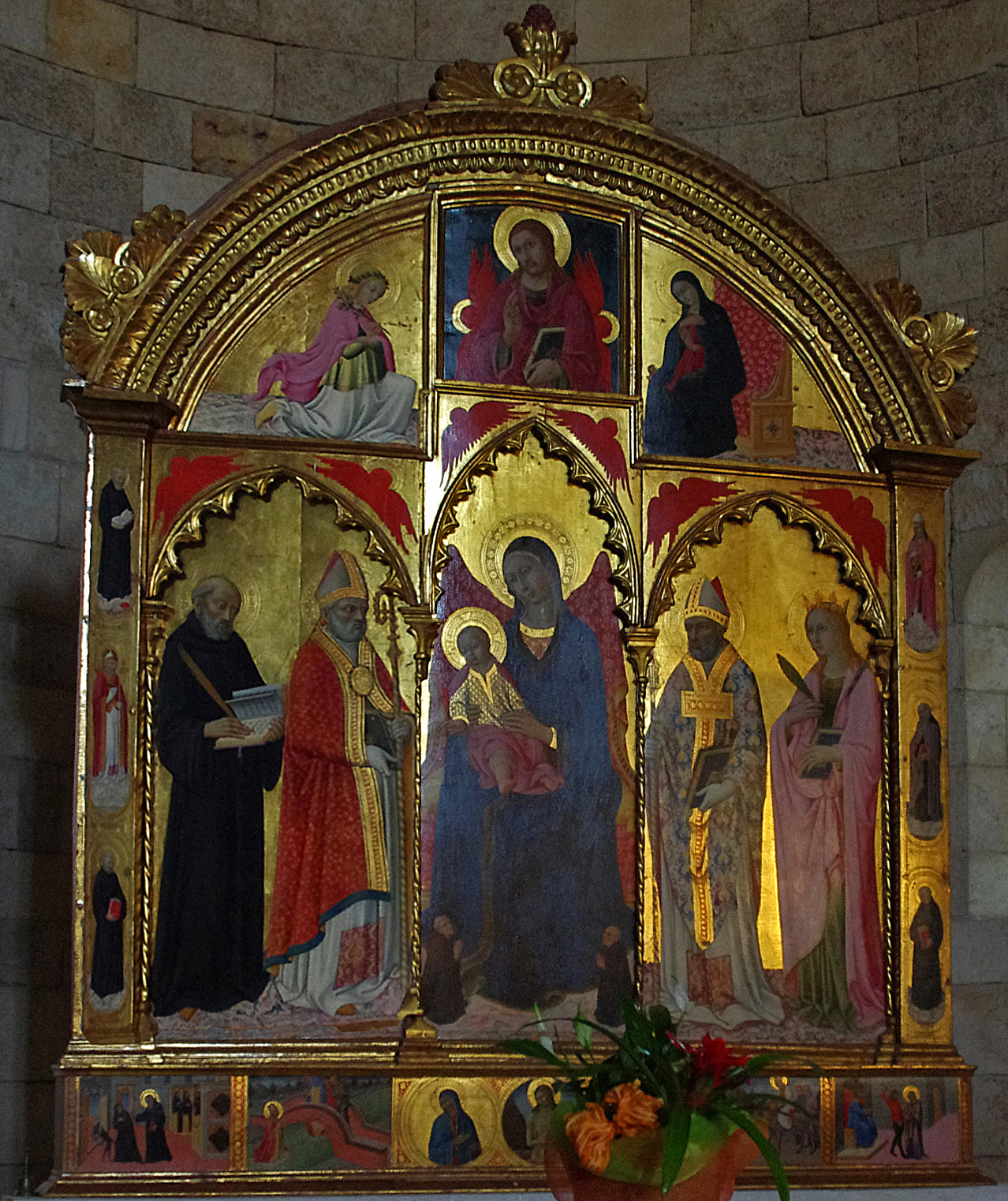
Багаточасний вівтар (поліптих), Монтеріджоні
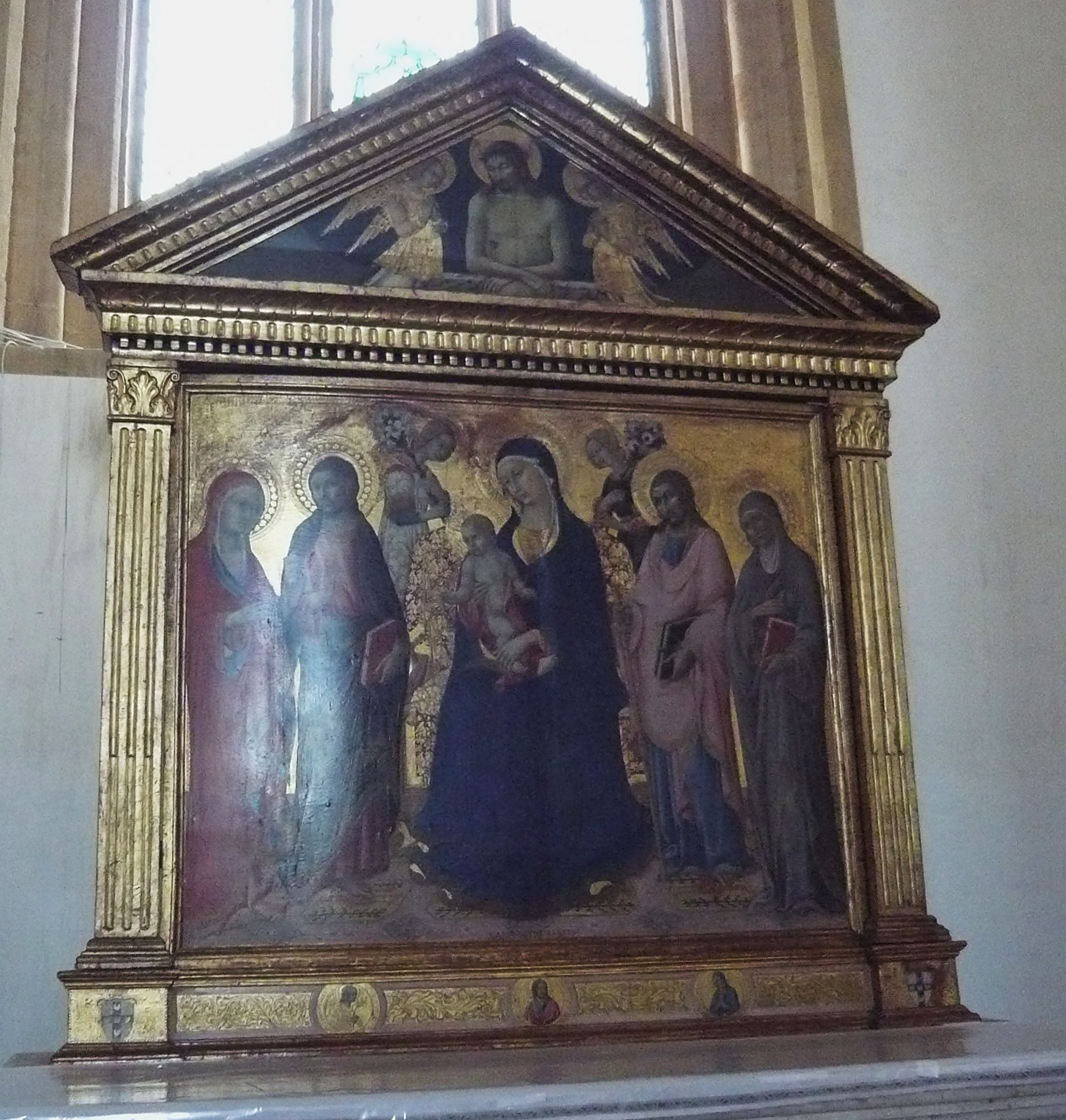
«Вівтар Сан Джакомо», Собор П'єнци
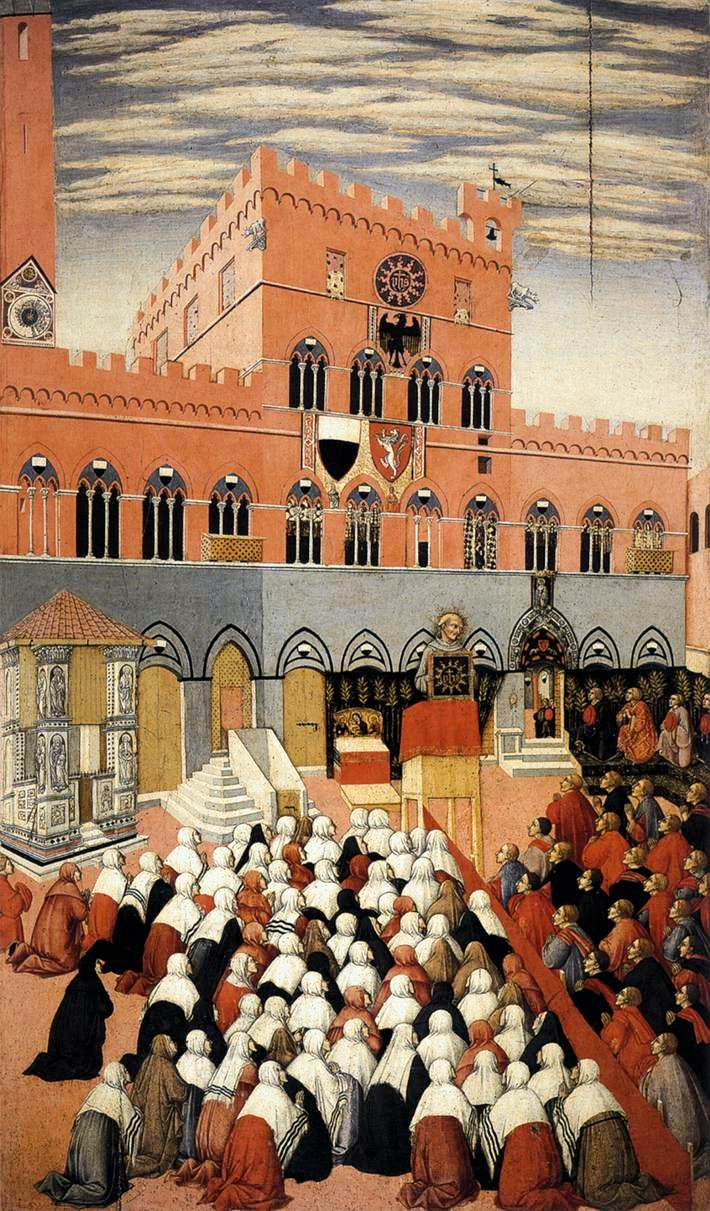
«Проповідь св. Бернардино в Сієні на Кампо Санто»
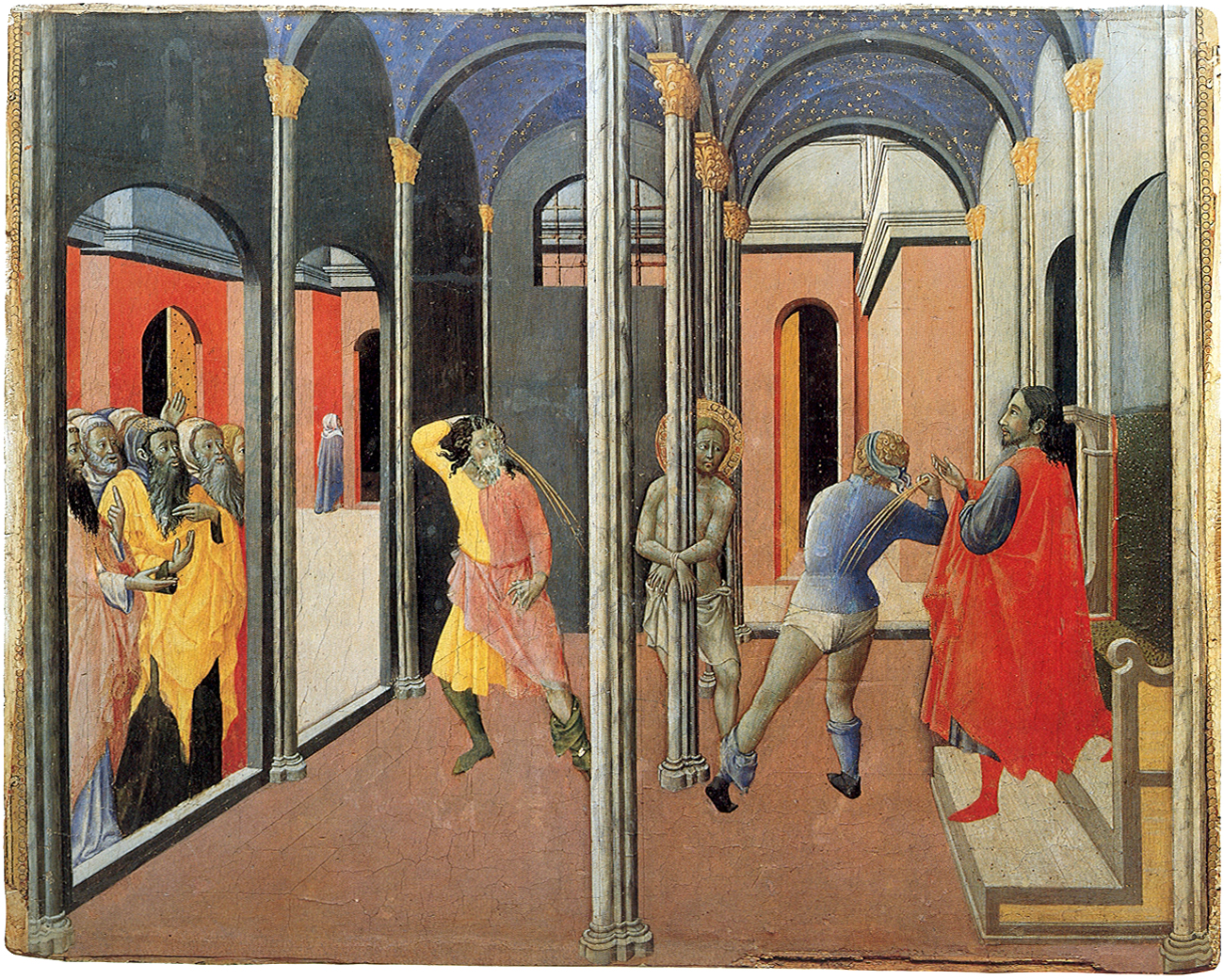
«Побиття Христа біля колони»
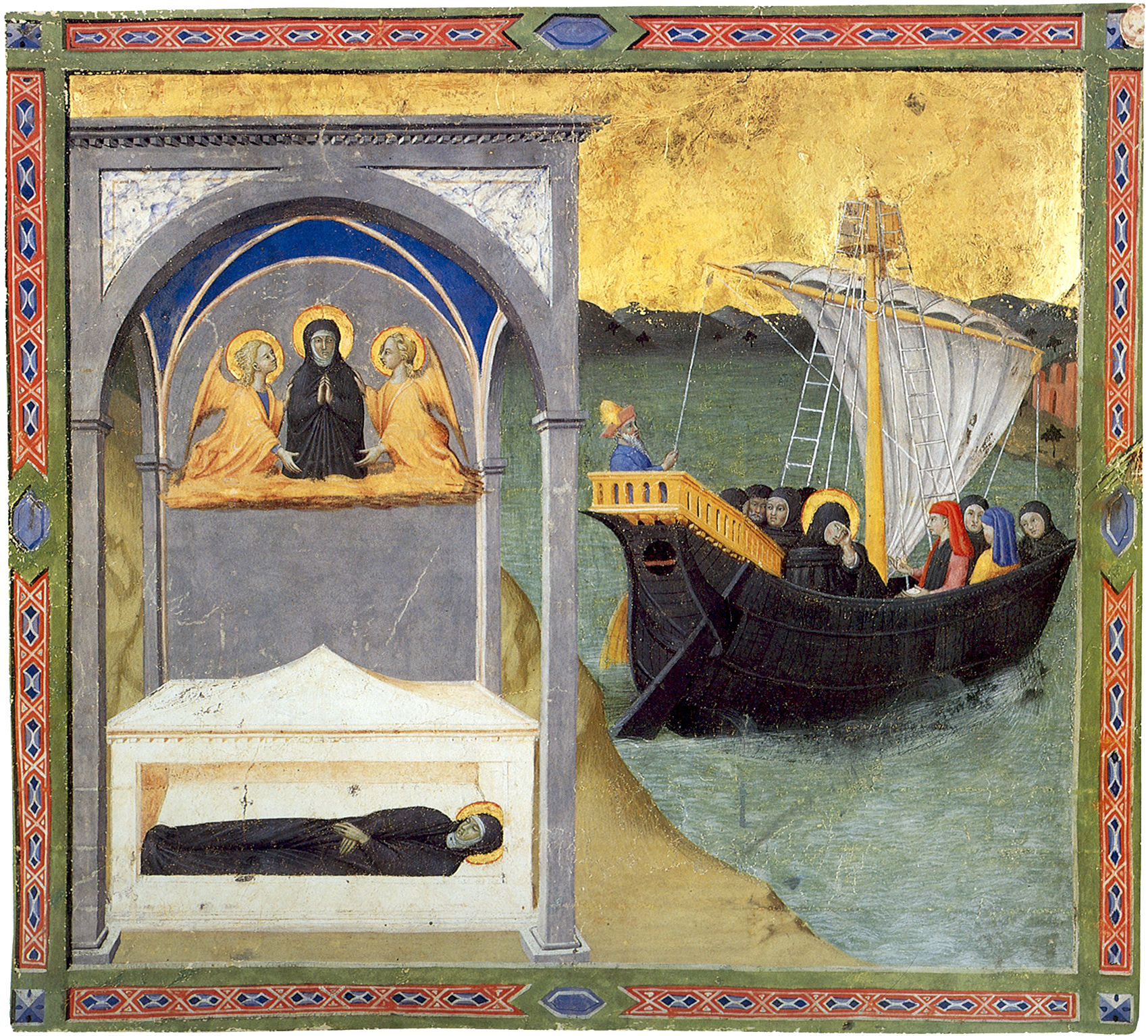
«Сцени з житія св. Моніки», Кемборідж, музей Фіцвільяма